# Strałdża (gmina)
Strałdża (bułg. Община Стралджа) – gmina w południowo-wschodniej Bułgarii, w obwodzie Jamboł.

## Miejscowości
Miejscowości wchodzące w skład gminy Strałdża:
- Aleksandrowo (bułg.: Александрово),
- Atołowo (bułg.: Aтолово),
- Bogorowo (bułg.: Богорово),
- Czarda (bułg.: Чарда),
- Dżinot (bułg.: Джинот),
- Ireczekowo (bułg.: Иречеково),
- Kamenec (bułg.: Каменец),
- Lejarowo (bułg.: Леярово),
- Lulin (bułg.: Люлин),
- Łozenec (bułg.: Лозенец),
- Malenowo (bułg.: Маленово),
- Nedjałsko (bułg.: Недялско),
- Pałauzowo (bułg.: Палаузово),
- Polana (bułg.: Поляна),
- Prawdino (bułg.: Правдино),
- Pyrwenec (bułg.: Първенец),
- Saransko (bułg.: Саранско),
- Strałdża (bułg.: Стралджа) – siedziba gminy,
- Tamarino (bułg.: Тамарино),
- Wodeniczane (bułg.: Воденичане),
- Wojnika (bułg.: Войника),
- Zimnica (bułg.: Зимница).